# Вулиця Федорова (Луцьк)
Вулиця Федорова — вулиця в Завокзальному житловому районі Луцька.
Пролягає від вулиці Конякіна до вулиці Кравчука. Паралельна з вулицею Гордіюк.

## Історія
Виникла на колишньому танкодромі в процесі забудови Завокзального району в 1980-х роках.

## Будівлі та установи

### Освіта
- Луцька загальноосвітня школа І-ІІІ ступенів № 25 — вулиця Федорова, 7[1]

### Торгівля
- Магазин «Сім-23» — вулиця Федорова, 5
- Продуктовий магазин «Вишенька» — вулиця Федорова, 2-А

### Відділення поліції
- Дільничний пункт поліції № 9 — вулиця Федорова, 9